# Che Guevara
Ernesto Guevara [erˈnesto geˈβaɾa] (Rosario, Argentína, 1928. június 14. – La Higuera, Bolívia, 1967. október 9.), ismertebb nevén Che Guevara ([ˈtʃe ɣeˈβaɾa] kiejtéseⓘ), vagy egyszerűen Che, argentin származású orvos, politikus, marxista forradalmár, gerillavezér, kubai miniszter.
Bár Argentínában látta meg a napvilágot, Fidel Castro 1959-ben „született” kubai állampolgárnak nyilvánította. A kubai forradalom egyik legendás vezetője, később a kubai Nemzeti Földreform Intézet, majd a Kubai Nemzeti Bank elnöke, 1961-1965 között ipari miniszter volt. Egy kudarcot vallott kongói kísérlet után Bolíviába próbálta meg a kubai forradalmat „exportálni”, de a hatóságok elfogták és meggyilkolták.
Korabeli és mai politikai megítélése egyaránt ellentmondásos. Rajongói a humanista forradalmárt látják benne, erkölcsi szigorát, az emberi méltóság és szabadság iránti elkötelezettségét méltatják, baloldali bírálói forrófejű politikai kalandornak, jobboldali ellenfelei hidegvérű tömeggyilkosnak tekintik. Dél-Amerikában sokan egyfajta apokrif szentként tisztelik (San Ernesto de La Higuera, San Chí).

## Fiatalkora

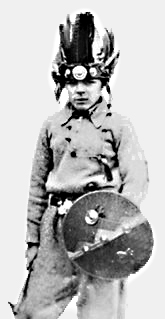
A kis Teté mint indián

Ernesto Guevara 1928. június 14-én született Argentínában. Ernesto Guevara Lynch és Celia de la Serna öt gyermeke közül a legidősebb volt. A kis Ernesto születésének időpontján kívül, helye és körülményei is ellentmondásosak. Tény ugyanis, hogy Rosario városában született, de az egyik verzió szerint a férj és feleség éppen családlátogatóban voltak Buenos Airesben, és hazafelé tartottak Córdobába, amikor a félúton fekvő Rosario városának közelében beindult a szülés. A másik verzió szerint viszont a birtokon indult be a szülés, és mivel a legközelebbi nagyváros Rosario volt, a férj oda szállította kórházba a feleségét. Rosarióban nagyon rövid ideig lakott. Kétéves korától kezdve egész életében asztmában szenvedett, emiatt a család a szárazabb klímájú Alta Graciába költözött.
A Guevara család felmenői főleg Spanyolországból származtak. Részben kantábriaiak, részben baszkok voltak, de egytizedrészt írek is.
Szülei nagy súlyt fektettek taníttatására. Kezdetben anyja tanította, középiskolai tanulmányait az ország második legnagyobb városában, a közeli Córdobában, a Colegio Nacional Deán Funes-ben folytatta, ahol főképp az irodalom terén és – betegsége dacára – a sportban mutatott tehetséget.
1946-ban végezte el a középiskola utolsó osztályát, 18. életévét pedig néhány nappal Juan Domingo Perón hatalomátvétele után töltötte be, majd megkapta a behívóját, de asztmája miatt a sorkatonai szolgálatra alkalmatlannak találták. „Végre ez a vacak tüdőm valamiben hasznomra is válik.” – mondta.
Először mérnöknek készült, majd több rokona betegségének élménye hatására orvosi pályára váltott, 1947-től a Buenos Aires-i egyetemen orvosi tanulmányokat folytatott. Annak ellenére, hogy szülei – elsősorban anyja – antiperonista aktivisták voltak, ő maga ekkoriban nem mutatott érdeklődést a politika iránt, az egyetemi politikai életben sem vett részt.

### A motoros naplója
1951-ben barátja, Alberto Granado biokémikus és politikai radikális ösztönzésére egy évet halasztott az egyetemen, hogy megvalósítsák régi tervüket, egy utazást Dél-Amerikán keresztül egy öreg Norton 500-as motorkerékpáron („La Poderosa”). Guevara ennek történetét Diarios de motocicleta: Notas de viaje por América Latina (A motoros naplója: úti jegyzetek Latin-Amerikáról) című naplójában meséli el. Az itt szerzett élmények nagy hatással voltak rá, ekkor körvonalazódott benne az a gondolat, hogy az egész Dél-Amerikára jellemző tömeges szegénységet és kiáltó társadalmi egyenlőtlenségeket csakis fegyveres forradalommal lehet orvosolni. Az is világossá vált számára, hogy Latin-Amerika nem különálló nemzetek összessége, hanem gazdasági és kulturális egység, felszabadítása tehát az egész földrészre kiterjedő stratégiát követel. Visszatért Argentínába, sietve befejezte tanulmányait (bőrgyógyász lett), hogy folytathassa utazásait.

### Guatemala
1953-ban Bolívia, Peru, Ecuador, Panama, Costa Rica, Nicaragua, Honduras és Salvador érintésével az ekkor baloldali vezetés alatt álló Guatemalába érkezett, itt ismerkedett meg Hilda Gadea Ontaliával, egy perui indián származású marxista közgazdásszal, akit később, 1955. augusztus 18-án feleségül vett, és akitől 1956. február 15-én megszületett első gyermeke, Hildita Beatriz Guevara.
Hilda Gadea vezette be őt a helyi baloldali politikai körökbe, itt ismerkedett meg a Fidel Castróval kapcsolatban álló száműzött kubaiakkal. Guatemalai tartózkodása idején ragadt rá híres beceneve, a „Che”, az argentin köznyelv e kedvelt töltelékszava, ami kb. annyit tesz, mint „Hé!” vagy „Ember!”. 1954-ben egy jobboldali államcsíny következtében a politikai klíma hirtelen megváltozott, sürgősen el kellett hagynia az országot.
A tény, hogy Guatemalában Jacobo Arbenz Guzmán demokratikusan megválasztott kormányát egy CIA által támogatott államcsínnyel döntötték meg, megerősítette Che-ben azt a felismerést, hogy az Amerikai Egyesült Államok imperialista hatalom, amely – szerinte – lényegéből fakadóan mindig arra fog törekedni, hogy szembeszálljon azokkal a kormányokkal, amelyek tenni próbálnak valamit a Dél-Amerikai és más fejlődő országok kóros társadalmi-gazdasági egyenlőtlenségeinek felszámolására. Véglegesen meggyőződött arról, hogy ezeket a bajokat csak a fegyveres harccal kivívott, a felfegyverzett nép által megvédett szocializmus képes orvosolni.

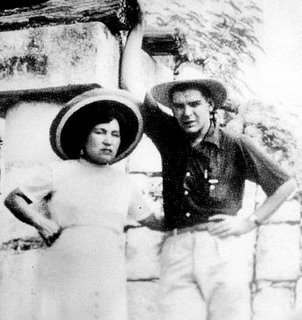
Hilda és Che Mexikóban, 1955.

## A forradalmár
Mexikóvárosban telepedett le, egy kórházban dolgozott. 1955-ben itt ismerkedett meg Raúl és Fidel Castróval, és csatlakozott a Fulgencio Batista kubai diktátor megdöntésére szervezkedő csoporthoz. A csoport tagjaival együtt Jalisco államban, egy ranchon katonai tanfolyamon és kiképzésen vett részt, ahol a gerilla-hadviselés elméletét és gyakorlatát sajátította el Alberto Bayo ezredestől, a spanyol polgárháborúban részt vett katonatiszttől. Az éles lőszerrel és robbanóanyaggal folytatott hadijátékok felkeltették a mexikói rendőrség figyelmét, a csoportot letartóztatták, csak 1956 júniusában kerültek újra szabadlábra.

### A Granma és Kuba

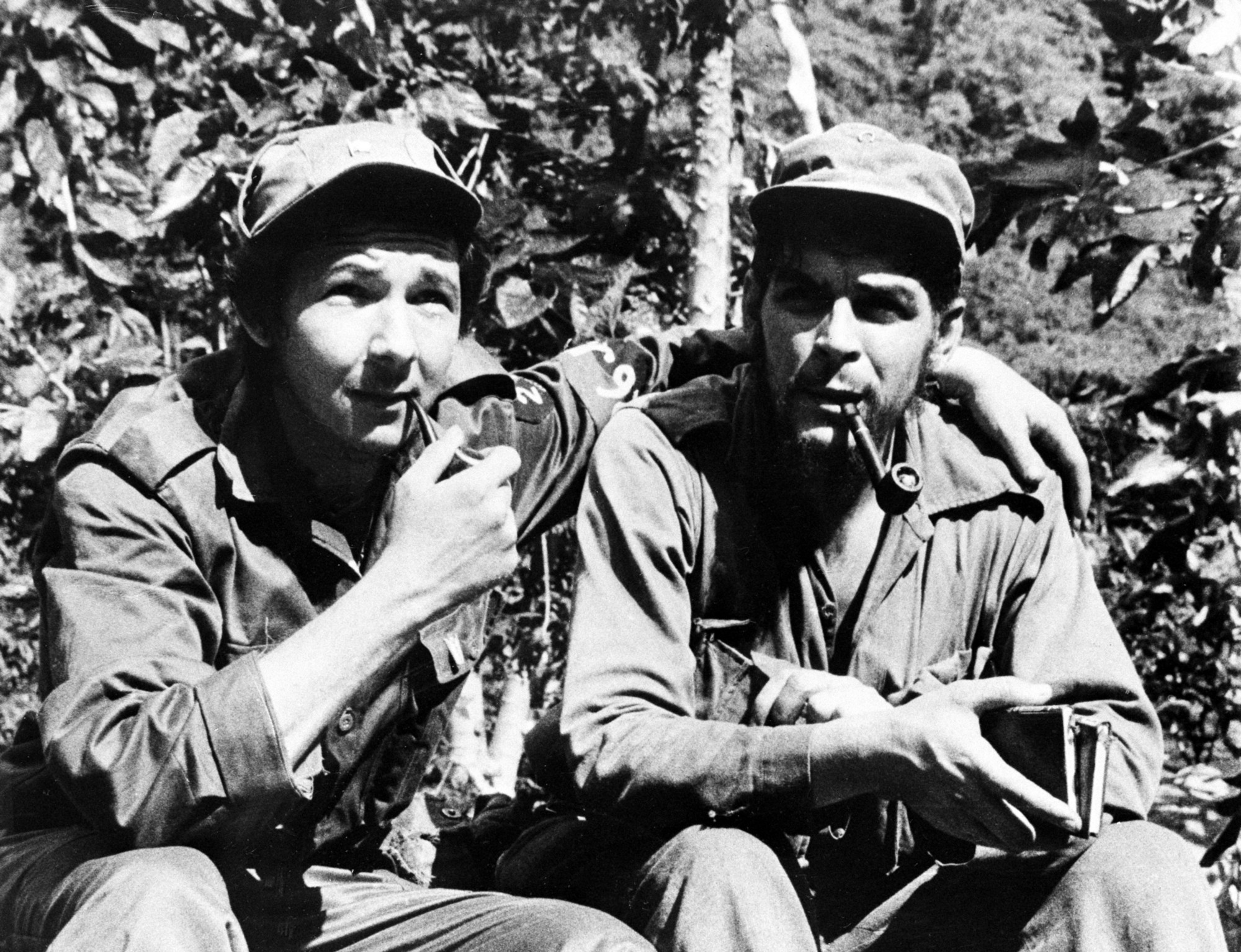
Raúl Castro és Che Guevara

81 társával együtt a Granma (nagymama) nevű jachton Kuba partjainál Los Cayelos környékén, a sziget keleti részén szálltak partra 1956. december 2-án, hogy forradalmi gerillaharcot indítsanak a Sierra Maestrában. Kezdetben jelentős veszteségeket szenvedtek, az eredeti létszám 22-re apadt. Che az akciókban eleinte orvosként vett részt, később fokozatosan egyre nagyobb szerepet vállalt a katonai vezetésben, és a kubai forradalom később legendássá vált alakjai közé emelkedett. Harcostársai magabiztos, vakmerő, önmagával és másokkal szemben is könyörtelen parancsnoknak tartották. Ő vezette 1958. december 31-én a gerillaháború egyik legsikeresebb, talán döntő hadműveletét, Santa Clara bevételét. 1959. január 1-jén Batista elmenekült, győzött a forradalom, Che és Raúl Castro diadalmasan vonulhatott be Havannába.

### A csúcson
A győzelem utáni első hónapokban a havannai La Cabaña börtön-erőd parancsnokaként számos ember elítélését és kivégzését irányította, ezek között voltak a Batista-hadsereg egyes parancsnokai, a BRAC (Buró de Represión de Actividades Comunistas, „Kommunista Tevékenységet Visszaszorító Hivatal”), a titkosrendőrség háborús bűnökkel vádolt tagjai. A kivégzettek számáról különböző becslések vannak, 179-től 2000-ig.
1959 májusában elvált feleségétől, hogy törvényesíthesse kapcsolatát Aleida March Torres-szel, akivel még a harcok idején Las Villas tartományban ismerkedett meg.
Júliusban Fidel Castro kinevezte a Nemzeti Földreform Intézet, később a Kubai Nemzeti Bank elnökévé, majd 1961-ben ipari miniszterré. A kubai gazdaság sztálinista típusú átalakítását tűzte ki feladatául. Az új kubai állam egyik legfontosabb vezetője, utazó nagykövete lett, sorra látogatta a harmadik világ legjelentősebb vezetőit, találkozott Hruscsovval, Mao Ce-tunggal, felszólalt az ENSZ-ben, és más nemzetközi szervezetekben. Fontos szerepe volt a keleti blokk országaival való gazdasági kapcsolatok fejlesztésében, hogy Kuba hozzájuthasson a számára létfontosságú nyersanyagokhoz. Kelet-európai útja során Magyarországon is járt, és találkozott Kádár Jánossal is. Az 1956-os „ellenforradalmat” elítélte.
Ideológiailag kezdetben a sztálinizmushoz állt közel. Mivel ideológiai képzettsége nem volt teljes, ezért könyveket rendelt, és politikai kiképzést is tartott a hozzá tartozó harcosoknak, de maga is képezte magát marxizmusból. Kezdetben a Szovjetunió politikáját támogatta, de később, a hruscsovi fordulat után a kínaiak felé fordult.
Che volt a kubai munkatáborok szellemi atyja és gyakorlati megalapítója. Az első ilyen kényszermunkatábort Guanahacabibesben is ő hozta létre 1960-ban, ahová kezdetben a kommunista rendszerrel együttműködésre nem hajlandó vállalatvezetőket deportálták. Később ide hurcolták a rendszer ellenségeit, de például a homoszexuálisokat is javító-nevelő munkára küldték Guanahacabibesbe, bár ekkor már Che nem élt. Anderle Ádám szerint ezek a munkatáborok nem lettek alapjai egy kubai Gulagnak.

## Harc a végsőkig
Che Guevara lassan marginalizálódott a kubai politikában. Külpolitikailag lehetetlen helyzetbe hozta magát azzal, hogy a kínaiakhoz húzott, de a kínaiak befolyása nem volt elég erős. A kubai vezetők, így Fidel is szovjetbarát kormányt akartak, és inkább a KGST országok ekkor már puhább szocializmusához (ld. gulyáskommunizmus) közeledtek. Che azonban ellenezte a sztálinista elvek felpuhítását. Fidel Castróval sosem kerültek ellenséges viszonyba, tehát megoldást kerestek. Ez a megoldás kézenfekvően a gerillaharc exportja volt. Csakhogy a külpolitikai viszonyok ehhez se kedveztek. A dél-amerikai országok marxista pártjai ellenezték a gerillaharcot. A Szovjetunió szintén ellenezte az erőszakos hatalomátvételt Dél-Amerikában. Afrika volt az egyetlen terep, ahol a külpolitikai viszonyok kevésbé voltak kedvezőtlenek.

### Kongó

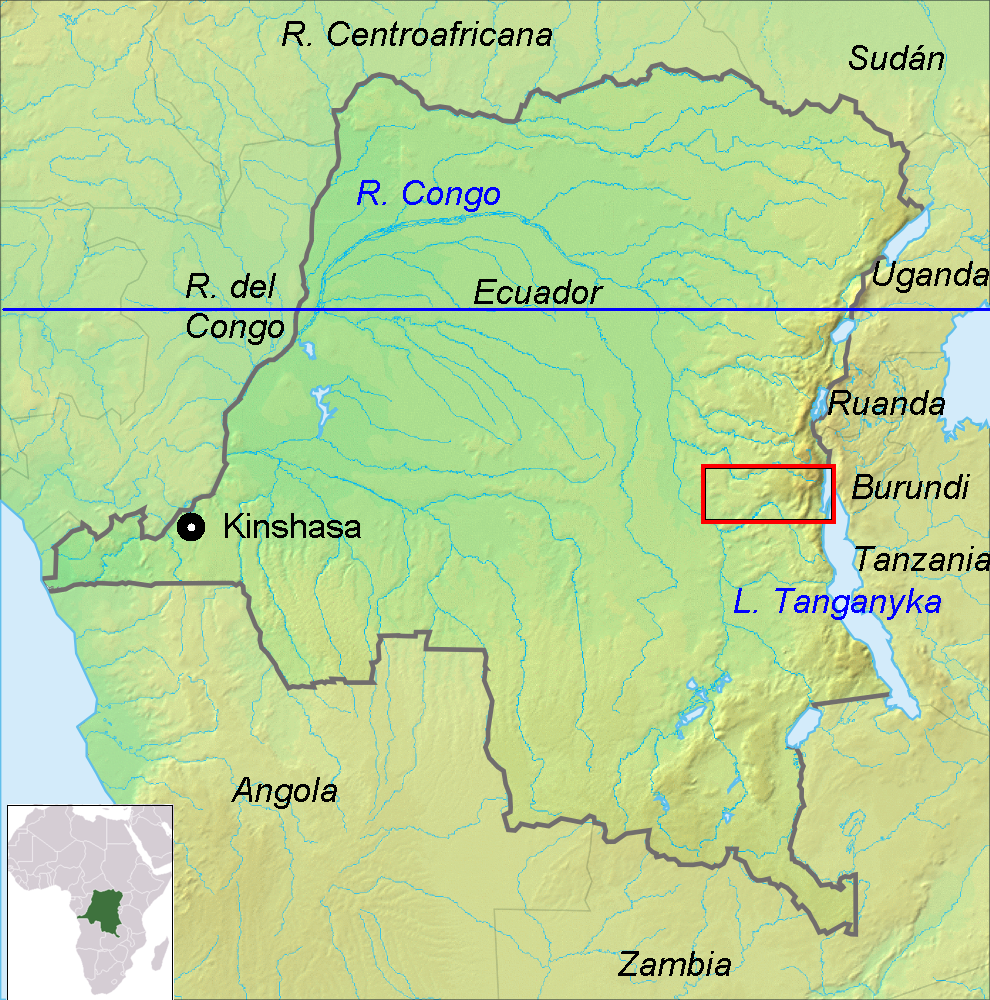
Che és a kubaiak harci tevékenységének színtere Kongóban

1965-ben hirtelen eltűnt a közéletből, Fidel Castro egy általa írt üzenetet olvasott fel nyilvánosan, melyben lemondott minden tisztségéről, sőt, kubai állampolgárságáról is. Titokban Prágába utazott, onnan több afrikai országba: Guineába, Algériába, Angolába, végül Kongóba. Itt kubai önkéntesekkel együtt Laurent-Désiré Kabila lázadó Simba csapatait segítve próbálkozott a forradalom „exportjával”, de tevékenységét teljes kudarc kísérte. Fidelhez írt levelében így fakadt ki: „…nem lehet felszabadítani egy országot, ha az nem hajlandó ezért küzdeni.” Nehezen viselte el, hogy alá volt rendelve másoknak, ráadásul a csapatok vezérei nem akartak támadni. Gondot jelentett, hogy a helyi harcosok kiképzése hiányos, harci morálja alacsony volt. Végül dilemmába került az ügyben is, hogy felfedje-e kilétét. Ő maga amellett volt, hogy igen, de a vezetők nem engedélyezték, mivel a hírneve csak erős utánpótlást eredményezett volna a kormánycsapatoknál. A misszió lassan kudarcba fulladt, és a csapatok kimenekítése csodával határos módon történt a Tanganyika-tavon keresztül.

### Bolívia
1966-ban, fél évi titokban tartott Dar es-Salaam-i, prágai és NDK-beli tartózkodás után rövid időre visszatért Kubába, majd egy gerillaexpedíció élén útnak indult Bolíviába. Előző tervei között szerepelt az, hogy Argentínába megy, de Argentínában már volt egy hasonló, igen gyorsan elhalt kezdeményezés kubai támogatással.

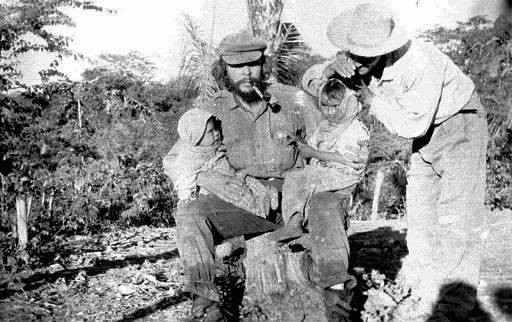
Che Bolíviában

A bolíviai expedíció eleve kockázatosnak tűnt, mégis úgy gondolta, az adott pillanatban ebben az országban adottak a legmegfelelőbb feltételek a szocialista forradalomra, melyet reményei szerint a gerillaharc révén később az egész dél-amerikai kontinensre ki lehetett volna terjeszteni. Kubai önkéntesekből és helybeli aktivistákból létrehozta a Bolíviai Nemzeti Felszabadítási Hadsereget, de a kongói kudarcból tanulva a parancsnoki posztot magának tartotta fenn. Katonai akciókat kezdeményezett a kelet-bolíviai Andok hegyeinek gerillaharcra igazából nem alkalmas terepén. A hely megválasztását befolyásolta, hogy a gerilla-hadműveletek elsődleges „fókuszpontját” a bolíviai marxista párt vezetője kiszivárogtatta, amikor nézeteltérése támadt Fidel Castróval. Castro ugyanis azt ígérte a bolíviaiaknak, hogy az akció egy argentínai küldetés átmeneti tábora lesz. Amikor kiderült, hogy Che Guevara vezetésével és állandó gerillaharc készülődik, elárulták a tervet, a dél-amerikai marxista pártok ugyanis egységesen ellene voltak a gerilla típusú forradalomnak.

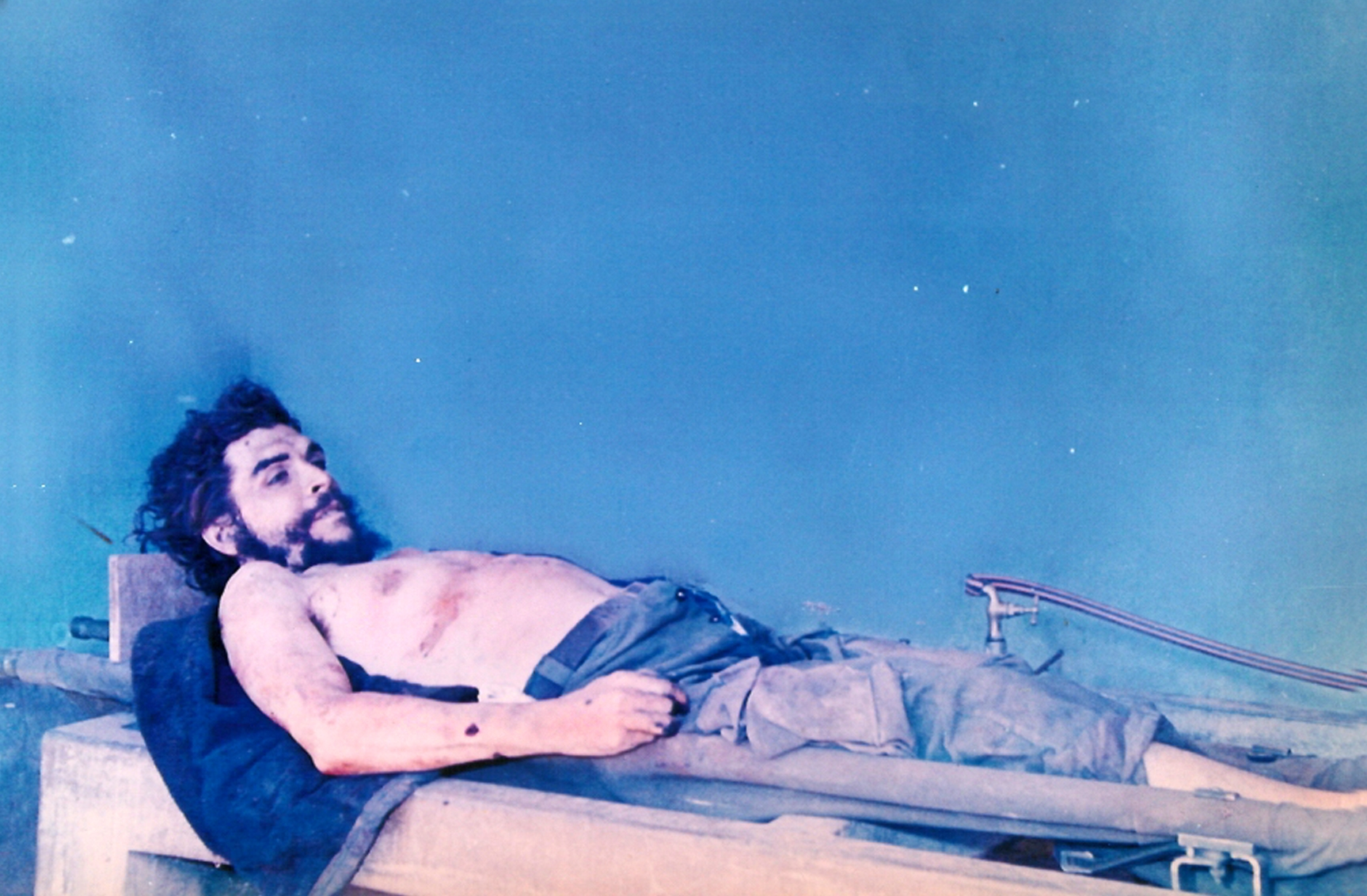
Che holtteste La Higuera falu iskolájának termében

A tábor hamar lelepleződött, így idő előtt kitört a harc. Che Guevara vezetésével több sikeres akciót folytattak katonai célpontok ellen. Ugyanakkor egyre nyilvánvalóbb lett, hogy szinte semmilyen érdemi támogatást, együttműködést sem sikerül kicsikarnia sem a lakosságtól, sem a helyi marxista politikai mozgalmaktól. Ezek nélkül pedig a forradalom nem növekedhetett, csak az volt a kérdés, hogy mikor őrlődik fel.
Che Guevarát ezúttal nem mentették ki, mint a kongói kaland idején. Maga sem akarta, és Fidel Castro sem. Castaneda szerint azért, mert erre a politikai helyzet sem volt alkalmas, és valószínűleg Castro sem akarta, hogy ugyanolyan lehetetlen helyzetbe kerüljön Che Guevarával, mint előtte, nevezetesen, „hogy nem tudja hova tenni”.
1967. október 8-án Quebrada del Yurónál több társával együtt bolíviai rangerek fogságába esett. Elfogatásakor állítólag azt mondta: „Ne lőjenek! Che Guevara vagyok, értékesebb maguknak élve, mint holtan.” Másnap La Higuera faluban René Barrientos bolíviai elnök személyes utasítására kivégezték.
Halála után lefényképezték a halott kommunista forradalmárt. A kép nem elsősorban halálának bizonyítéka lett, hanem sokan párhuzamba állították Jézus Krisztus reneszánsz kori ábrázolásaival. "Olyan, mintha a halott Che Guevara ránézne gyilkosaira és megbocsátana nekik, világgá kürtölve, hogy aki egy eszméért hal meg, a szenvedés felett áll" – írja Jorge Castaneda Che Guevara életrajzában.

## Emlékezete, kultusza

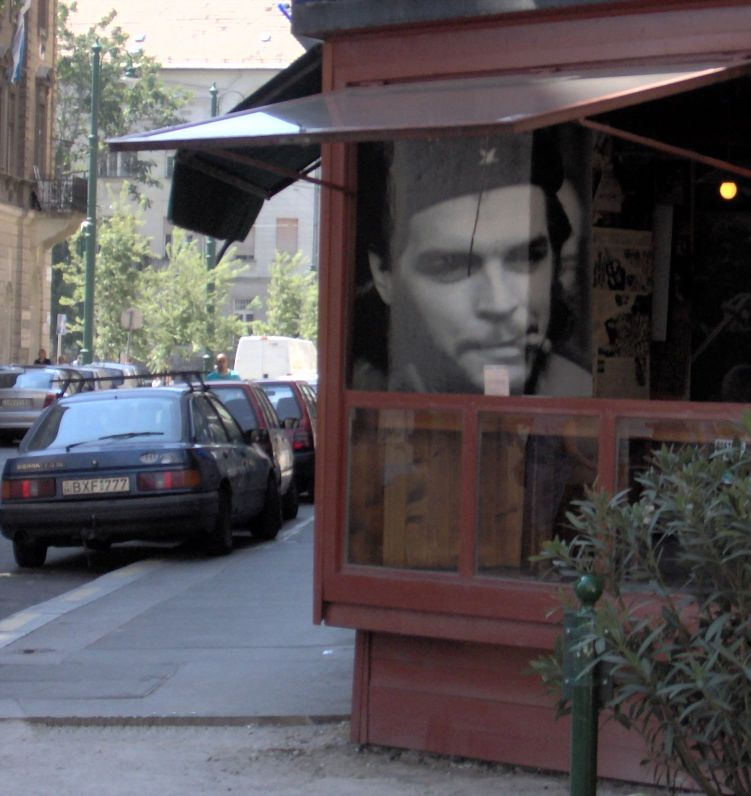
Che Guevara plakát Budapesten, a Wesselényi és az Akácfa utca sarkán egy kávézó ablakában

Legendává válása szinte halálának pillanatában megkezdődött. Világszerte tüntetéseket tartottak tiltakozásul meggyilkolása ellen. Versek, dalok születtek életéről és haláláról. Pablo Neruda és Csoóri Sándor is megemlékezett róla, Jean-Paul Sartre „korunk legteljesebb emberi lényének” nevezte őt. Alberto Korda kubai fényképész híres képének „grafikásított” változata a teáscsészéktől a pólókig szinte minden felületen megtalálható, korunknak talán világszerte legismertebb ikonjai közé tartozik.
1997-ben feltételezett maradványait Kubába szállították, ahol a számára emelt mauzóleumban helyezték el, Santa Clarában.
II. János Pál pápa közvetlenül 1998-as kubai látogatása előtt Che-ről egy kérdésre válaszolva ezt nyilatkozta: "Az Úr ítélőszéke előtt áll. Hagyjuk rá érdemeinek megítélését. Meg vagyok győződve arról, hogy a szegényeket akarta szolgálni."
Halálának helyszínén, La Higuerában turizmus épül a Che kultuszra, a falu máskülönben degradálódó közösségének így valóban Che Guevara vált az egyetlen kézzelfogható reményévé.
2004-ben nyitották meg a Che-ösvényt, az egykori gerillacsapat útját. Vallegrandéban, ahol holttestét közszemlére tették, múzeumot létesítettek Che-relikviákból.
2008. június 14-én Che Guevara születésének 80. évfordulóján szülővárosában, Rosarióban felavatták emlékművét is. A háromezer kilós egész alakos szobrot Andrés Zerneri szobrászművész készítette a Che 15 ezer rajongója által adományozott 75 ezer kulcsból és más kisebb bronztárgyból. 2008-ban bemutattak egy életéről szóló filmet Benicio del Toro főszereplésével.
A világ egyik legismertebb forradalmi dala, az Hasta siempre, comandante a zenetörténetben őrzi emlékét.

## Becenevek, álnevek
- Gyermekkor, családi kör: Teté
- Középiskolai, egyetemi évek: El Loco (bolondos, dilis); Fuser (Furibundo, dühöngő + Serna, anyai neve); Chancho („disznó”, tisztálkodási hiányosságai miatt)
- Forradalmárként, politikusként: Che (jelentése:„Hé”,[19] egy kiáltás, amit Guevara gyakran használt. A kubai bajtársaitól kapta ezt a becenevet.)
- Kongó: Tatu („három”, „hármas” szuahéli nyelven, megtévesztésül)
- Bolívia: Ramón, Mongo, később Fernando, Fernando el sacamuelas (sarlatán Fernando)

## Magyarul megjelent művei
- Bolíviai napló; ford., utószó Tabák András, bev. Fidel Castro, jegyz. Patkós Judit; Kossuth, Budapest, 1968
- Kuba: történelmi kivétel vagy a gyarmatosítás elleni harc; in: Az elmélet fegyvere és a fegyverek kritikája. Ideológusok és filozófusok a Harmadik világról; szerk. Béládi László, Miszlivetz Ferenc, vál. Marton Imre; ford. Béládi László et al.; ELTE, Budapest, 1981 (Fejlődés-tanulmányok)
- A motoros naplója; ford. Gálvölgyi Judit; Ulpius-ház, Budapest, 2004
- Bolíviai napló; ford. Tabák András, Dornbach Mária, előszó Fidel Castro; Ulpius-ház, Budapest, 2006
- A gerillaharcos kézikönyve; előszó Harry "Pombo" Villegas, ford. Gálvölgyi Judit; Ulpius-ház, Budapest, 2007
- Fejezetek a forradalmi háború történetéből. Visszaemlékezések; ford. Patkós Judit; Simor András, Budapest, 2017 (Z-füzetek)